# 独叶狸藻
独叶狸藻（学名：Utricularia unifolia）为狸藻属多年生中型陆生食虫植物。其种加词“unifolia”来源于拉丁文“uni-”和“folium”，意为“一”和“叶”，指其通常仅长出一片叶（少数有两至三片）。独叶狸藻分布于中美洲（哥斯达黎加、尼加拉瓜和巴拿马）及南美洲西部（玻利维亚、哥伦比亚、厄瓜多尔、秘鲁和委内瑞拉）。其陆生或附生于云雾森林内覆盖苔藓的树干、岩石或河岸中，海拔分布范围为2000米至3000米。1797年，伊波利托·鲁伊斯·洛佩斯和何塞·安东尼奥·帕翁·希门内斯最先发表了独叶狸藻的描述。

## 外部連結
- 食虫植物照片搜寻引擎中独叶狸藻的照片 （页面存档备份，存于）

 维基共享资源上的相關多媒體資源：独叶狸藻
 維基物種上的相關：独叶狸藻